# Liste der Bischöfe von Passau

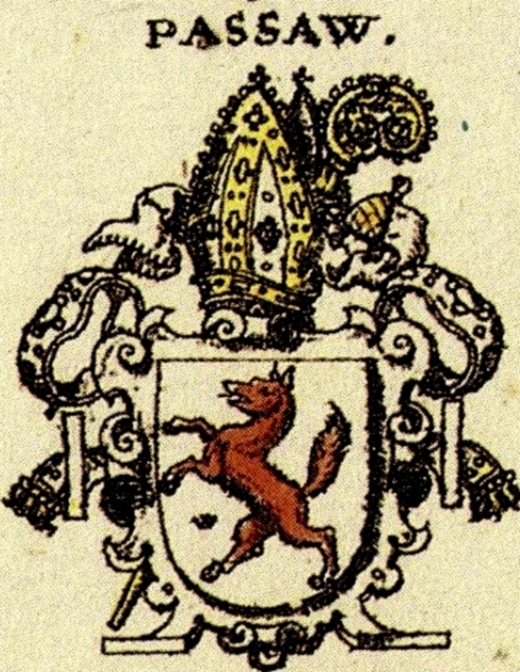
Wappen des Bistums Passau nach Siebmachers Wappenbuch von 1605

Die Liste der Bischöfe von Passau stellt vergangene und gegenwärtige Bischöfe des Bistums Passau vor.
Die Bischöfe dieser Diözese waren von 1217 bis zur Säkularisation 1803 Fürstbischöfe im Hochstift Passau und gehörten mit Sitz und Stimme dem Fürstenstand des Reichstages an. Der Hofstaat in ihrer Residenzstadt Passau war relativ bescheiden. Bei den Fürstbischöfen handelte es sich vorwiegend um Nachgeborene aus bayerischem, österreichischem oder böhmischem Adel. Einige der Passauer Fürstbischöfe besaßen nur die Niederen Weihen, weshalb die kirchlichen Funktionen in diesen Fällen die Passauer Weihbischöfe ausfüllten.
Das Bistum Passau stand in enger Verbindung mit benachbarten römisch-katholischen Diözesen.
| Nr.  | Bischof                                             | von  | bis     | Beschreibung | Darstellung | Wappen                               |
| ---- | --------------------------------------------------- | ---- | ------- | --- | ----------- | ------------------------------------ |
|      | Valentin von Rätien (Hl.)                           | ?    | 475     | Von niederländischer Herkunft kam er um 435 nach Passau. Er wurde von Papst Leo dem Großen zum Bischof geweiht und als Bischof von Rätien eingesetzt, einem Gebiet zwischen Passau, St. Gotthard, Regensburg, Chur und Brixen. Er starb um 475 als Einsiedler auf der Zenoburg in Mais. Valentin wird als Schutzpatron des Bistums Passau verehrt. |             |                                      |
| 01   | Vivilo                                              | 739  | ?       | In Rom durch Papst Gregor III. zum Bischof geweiht. |             |                                      |
| 02   | Beatus                                              | ?    | 753/754 | |             |                                      |
| 03   | Sidonius                                            | 753  | 756     | Er war ein Mönch aus Irland, tritt in einer Schenkungsurkunde des Passauer Domstifts auf. |             |                                      |
| 04   | Anthelm                                             | ?    | ?       | Seine Existenz ist nachweisbar, die genaue Regierungszeit jedoch nicht. |             |                                      |
| 05   | Wisurich                                            | 770  | 777     | Er ließ die Gebeine des Heiligen Valentin von Rätien nach Passau überführen. |             |                                      |
| 06   | Waldrich                                            | 777  | 804     | Er erweiterte das Bistum in östlicher Richtung. |             |                                      |
| 07   | Urolf                                               | 805  | 806     | Das Domstift konnte unter seiner Herrschaft mehrere Schenkungen erwerben. |             |                                      |
| 08   | Hatto                                               | 806  | 817     | Er war 807 auf einer Provinzialsynode in Salzburg. |             |                                      |
| 09   | Reginhar                                            | 818  | 838     | Er wird seiner Gelehrsamkeit und seines musterhaften Lebenswandels gerühmt. |             |                                      |
|      | Sedisvakanz                                         | 838  | 840     | |             |                                      |
| 010  | Hartwig                                             | 840  | 866     | Er war Vorsteher des Königsklosters Tegernsee. |             |                                      |
| 011  | Ermenrich                                           | 866  | 874     | Er beteiligte sich 870 am Vorgehen des bayerischen Episkopats gegen den mährischen Erzbischof Method, woraufhin er drei Jahre später von Papst Johannes VIII. suspendiert wurde. Er starb noch im selben Jahr. |             |                                      |
| 012  | Engelmar                                            | 875  | 897     | 886 bat er den Kaiser Karl III. um Schutz und Immunität für die Passauer Kirche. |             |                                      |
| 012a | Wiching                                             | 898  | 899     | 880–893 Bischof von Nitra (Slowakei), von dort vertrieben, 896 Abt in Mondsee. |             |                                      |
| 013  | Richard                                             | 899  | 902     | Abt des Königsklosters Metten. |             |                                      |
| 014  | Burkhard                                            | 903  | 915     | Er berief 903 eine Diözesansynode ein. |             |                                      |
| 015  | Gumpold                                             | 915  | 932     | Wegen der Besetzung seines Bistums durch die Ungarn war er in seiner Amtsführung stark behindert. |             |                                      |
| 016  | Gerhard                                             | 932  | 946     | Er wurde wohl durch den bayerischen Herzog Arnulf zum Bischof von Passau erhoben. |             |                                      |
| 017  | Adalbert                                            | 946  | 971     | Es gelang ihm nicht, das Bistum Passau zum Erzbistum zu erheben. |             |                                      |
| 018  | Pilgrim                                             | 971  | 991     | Sieghardinger |             |                                      |
| 019  | Christian                                           | 991  | 1013    | 1. Passauer Bischof mit weltlicher Herrschaft |             |                                      |
| 020  | Berengar                                            | 1013 | 1045    | Ein reicher Passauer Bürgersohn. |             |                                      |
| 021  | Egilbert                                            | 1045 | 1065    | Engelbert, errichtete die Passauer Pfarrei St. Paul und weihte die Kirche. Gastgeber von Kaiser und Papst. |             |                                      |
| 022  | Altmann (Hl.)                                       | 1065 | 1091    | Er gründete die Chorherrenstifte St. Nikola (1070) in Passau und Göttweig (1083) in Niederösterreich, das 1094 in ein Benediktinerkloster umgewandelt wurde. Er reformierte die bestehenden Klöster St. Florian, Kremsmünster, Melk sowie St. Pölten und ließ dort Kirchen aus Stein bauen. Obwohl nie kanonisiert, wird er als Heiliger verehrt. |             |                                      |
| 022a | Hermann von Eppenstein                              | 1085 | 1087    | (Eppensteiner) kaiserlicher Gegenbischof |             |                                      |
| 022b | Tiemo                                               | 1087 | 1105    | kaiserlicher Gegenbischof. Zuvor ist er Domkanoniker in Würzburg, für eine Bischofsweihe finden sich keine Quellen, er wird noch bis 1099 als Elekt aufgeführt. |             |                                      |
| 023  | Udalrich                                            | 1092 | 1121    | Ulrich I. Von 1103 bis 1105 musste er seine Diözese ganz verlassen und flüchtete in das bayerische Chorherrenstift Rottenbuch, da Kaiser Heinrich IV. in Passau einen Gegenbischof einsetzte. |             |                                      |
| 024  | Reginmar                                            | 1121 | 1138    | Er gründete Klöster und Pfarreien. Die Annalen von Kloster Melk und andere Klosterchroniken kritisieren Reginmars weltlichen Lebenswandel sowie seine Benachteiligung der Weltpriester. |             |                                      |
| 025  | Reginbert von Hagenau                               | 1138 | 1148    | Unter Reginberts Führung wurden die Klöster Zwettl, Baumgartenberg, Suben, Altenburg und Waldhausen gegründet. 1147 brach er zum Zweiten Kreuzzug auf. Reginbert schloss sich in Regensburg dem Heer Konrads III. an. Auf der Hinfahrt weihte Reginbert im selben Jahr den Stephansdom in Wien (Patronat nach der Mutterkirche Passau). 1147/8 stirbt er auf der Rückreise von Palästina in Byzantinischen Reich. |             | Wappen von Hagenau                   |
| 026  | Konrad I. von Babenberg                             | 1148 | 1164    | Sohn des Hl. Leopold und der Agnes von Waiblingen Am 26. Januar 1164 gestattete er den Bürgern, für ewige Zeiten eine zwei Wochen dauernde Dult von Jakobi bis Anfang August abzuhalten. Sie war die Vorläuferin der heutigen Passauer Herbstdult. Er wurde am 29. Juni 1164 zum Erzbischof von Salzburg gewählt, † 1168 in Salzburg. |             | Babenberger Wappenschild             |
| 027  | Rupert I.                                           | 1164 | 1165    | Rupert war kaiserlich gesinnt und vor seiner Bischofsernennung Domdekan von Passau. Er unterstützte den Gegenpapst Paschalis III., konnte aber nicht die Mehrheit des Passauer Klerus für den kaiserlichen Papst gewinnen. |             |                                      |
| 028  | Albo(no)                                            | 1165 | 1169    | Lag mit dem Domkapitel im Streit und wurde 1169 gezwungen, Passau zu verlassen. † 1177 als Kanoniker in Freising. |             |                                      |
| 029  | Heinrich I. von Berg                                | 1169 | 1172    | resignierte, später Dompropst in Speyer und Bamberg, 1191 zum Bischof von Würzburg gewählt (Heinrich III. von Berg). |             |                                      |
| 030  | Diepold von Berg                                    | 1172 | 1190    | (Theobald Graf von Berg) Bruder Heinrichs I. Nach dem großen Stadtbrand 1181 bemühte er sich um den Wiederaufbau des Doms und der Residenz. 1189 begleitete er Kaiser Friedrich Barbarossa auf den erfolglosen Dritten Kreuzzug und starb im November 1190 bei der Belagerung Akkons im Feldlager vor der Stadt an einer Seuche. Diepold wurde noch im Heiligen Land bestattet. |             |                                      |
| 031  | Wolfger von Erla                                    | 1191 | 1204    | Er bemühte sich um die Errichtung eines weiteren Bistums auf dem Gebiet der Passauer Diözese. 1204 wurde er zum Patriarchen von Aquileia gewählt. |             |                                      |
| 032  | Poppo                                               | 1204 | 1206    | Dompropst von Aquileja |             |                                      |
| 033  | Manegold von Berg                                   | 1206 | 1215    | Der jüngste der Berg-Brüder war am territorialen Ausbau seines Bistums interessiert, er ließ 1209 auch die Stadt Passau neu befestigen. |             |                                      |
| 034  | Ulrich II.                                          | 1215 | 1221    | 1. Fürstbischof ab 1217 |             |                                      |
| 035  | Gebhard I. von Plain                                | 1222 | 1232    | 1225 erließ er das erste Passauer Stadtrecht. |             |                                      |
| 036  | Rüdiger von Bergheim                                | 1233 | 1249    | seit 1215 Bischof von Chiemsee, abgesetzt, † 1258. |             |                                      |
| 036a | Konrad II. von Schlesien                            | 1249 | 1249    | Vermutlich 1248 wurde er vom Passauer Domkapitel zum Nachfolger des abgesetzten Bischofs Rüdiger von Bergheim gewählt. Er führte 1249 in schlesischen Urkunden den Titel eines Elekten von Passau, obwohl er Passau nie betreten hatte und niemals zum Bischof geweiht wurde. |             |                                      |
| 037  | Berthold von Pietengau                              | 1250 | 1254    | Er hatte ein gespanntes Verhältnis zur Passauer Bürgerschaft. |             |                                      |
| 038  | Otto von Lonsdorf                                   | 1254 | 1265    | In seine Amtszeit fallen der gegen Bayern gerichtete Linzer Vertrag mit König Ottokar II. von Böhmen (1257), die Münzreform von 1260, der erneute Ausgleich mit Bayern 1262 und das „Ilzstadtweistum“ 1256. |             |                                      |
| 038a | Wladislaw von Schlesien                             | 1265 | 1265    | Auf Betreiben des böhmischen Königs Ottokar II. wählte das Passauer Domkapitel am 22. April 1265 Wladislaw zum Bischof, doch schon am 6. Oktober d. J. erfolgte die Wahl zum Erzbischof von Salzburg. Bereits 1257 Bischof von Bamberg |             |                                      |
| 039  | Petrus von Passau                                   | 1265 | 1280    | Domherr von Breslau, 1267 vermittelte Petrus im Konflikt zwischen König Ottokar von Böhmen, der 1266 die Stadt Passau besetzte, und Heinrich, dem Herzog von Niederbayern. Im Mai 1267 beteiligte er sich an einer Synode in Wien. |             |                                      |
| 040  | Wichard von Pohlheim                                | 1280 | 1282    | Förderer der Zisterzienserklöster Fürstenzell und Heiligenkreuz sowie des Dominikanerinnenklosters Niederaltaich, er stiftete auch das Franziskanerkloster Wels. Er nahm 1281 an der Provinzialsynode in Salzburg teil. Auf dieser wurden verschiedene Reformen für den Welt- und den Ordensklerus festgelegt, die noch an die Bestrebungen von Bischof Otto von Lonsdorf anknüpften, † 17. Dezember 1282 in Wien. |             |                                      |
| 041  | Gottfried                                           | 1282 | 1285    | Protonotar König Rudolfs von Habsburg Gemeinsam mit Heinrich, dem Bischof von Regensburg, war er erfolgreich als Vermittler in einem Streit zwischen Herzog Albert von Österreich und Herzog Heinrich XIII. von Baiern aktiv. Im März 1284 veranstaltete Gottfried in St. Pölten eine Synode, auf der man wichtige Beschlüsse zur Förderung des Klerus verabschieden konnte. Darüber hinaus gelang es ihm, die Finanzen des Passauer Bistums zu ordnen.                                                                                        |             |                                      |
| 042  | Bernhard von Prambach                               | 1285 | 1313    | In Engelhartszell – auf dem von seinen Eltern geerbten Besitz – stiftete er ein neues Zisterzienserstift: das Kloster Engelszell, die Umgestaltung des romanischen und durch den Stadtbrand von 1181 beschädigten Doms im nunmehr gotischen Stil ist weitgehend auf sein Betreiben zurückzuführen. |             |                                      |
|      | Sedisvakanz wegen Doppelwahl                        | 1313 | 1317    | |             |                                      |
| 042a | Albrecht von Habsburg                               | 1313 | 1313    | Ursprünglich für den geistlichen Stand bestimmt, wurde er 1313 noch minderjährig in bedenklicher Wahl durch einzelne Domherren ins Passauer Bischofsamt gewählt, geriet aber im Konflikt mit dem Gegenelekten Gebhard von Walsee in eine Pattsituation, musste 1317 schließlich verzichten und wandte sich von der geistlichen Laufbahn ab. |             | Das alte Wappen der Habsburger       |
| 042b | Gebhard II.                                         | 1313 | 1315    | * vor 1280 entstammte er einem schwäbischen, mit den Habsburgern nach Österreich gekommenen, weitverzweigten Ministerialengeschlecht. Er studierte in Bologna und wurde 1295 Domherr von Passau. Außerdem wurde ihm das Viztum des Passauer Hochstiftes übertragen. Um die päpstliche Anerkennung der Bischofswahl zu erreichen, war er zur päpstlichen Kurie nach Rom gereist, wo er plötzlich starb. |             |                                      |
| 043  | Henri de la Tour-du-Pin (Haus La Tour-du-Pin)       | 1317 | 1319    | Heinrich Delphin Graf von Vienna Ein französischer Adeliger, dem geistlichen Stand gewidmet, aber nie zum Priester geweiht. 1317 von Papst Johannes XII. zum Bischof von Passau ernannt, wurde am 4. Mai 1319 Bischof von Metz. In den Laienstand zurückversetzt starb er 1328. |             | Wappen der Familie                   |
| 044  | Albert II. von Sachsen-Wittenberg                   | 1320 | 1342    | * um 1285, für die geistliche Laufbahn bestimmt war er Kanoniker in Mainz. 1320 von Papst Johannes XII. zum Bischof von Passau ernannt. Er ließ den 1298 zerstörten Neumarkt aufbauen und gab der Passauer Bürgerschaft das Rathaus zurück. |             | Wappen des Hauses Sachsen-Wittenberg |
| 045  | Gottfried von Weißeneck                             | 1342 | 1362    | Entstammend einer Kärntner Ministerialenfamilie, die damals zu einer bedeutenden Rolle in der Reichskirchenpolitik aufstieg, und war Verwandter des Salzburger Erzbischofs Ortolf von Weißeneck und des Seckauer Bischofs Ulrich von Weißeneck. Er studierte in Bologna. Er baute die alte Residenz durch Zubauten und Befestigungen aus. Errichtete Pfarreien und verlieh Marktrechte. 1358 veranstaltet Fürstbischof Gottfried von Weißeneck das größte mittelalterliche Turnier. 160 Ritter ermittelten in Hacklberg (Passau) ihren Besten. |             |                                      |
| 046  | Albert III. von Winkel                              | 1363 | 1380    | 1363 wurde er vom Passauer Domkapitel zum Bischof gewählt. In seine Amtszeit – die alles in allem geprägt war von großen Auseinandersetzungen mit den Passauer Bürgern – fiel auch der größte Bürgeraufstand, den die Stadt je gesehen hat. |             |                                      |
| 047  | Johann von Scharffenberg                            | 1381 | 1387    | auch Schärffenberg, entstammt einem Adelsgeschlecht, das schon einige Jahrhunderte hindurch in Krain (Burg Scharffenberg bei Ratschach) und in Friaul (Castello Soffumbergo bei Cividale) ansässig war, wird bereits 1358 als Passauer Domherr genannt.i |             |                                      |
| 047a | Hermann Digni                                       | 1387 | 1388    | Elekt von Passau 1359 Domherr. |             |                                      |
| 048  | Ruprecht von Berg                                   | 1388 | 1390    | Herzog von Jülich-Berg, † 1394 als Bischof von Paderborn |             |                                      |
| 049  | Georg von Hohenlohe                                 | 1390 | 1423    | 1389 von Papst Urban VI. zum Bischof von Passau erklärt, konnte er erst 1393 in Passau aufziehen, da ihm die Passauer Bürgerschaft den Zugang zur Stadt verweigerte. Am 7. Mai 1407 legte er den Grundstein zum neuen spätgotischen Dom St. Stephan. Auf dem Konzil von Konstanz (1414–1418) vertrat er König Sigismund, dessen Kanzler er ab 1421 war. |             | Stammwappen der Hohenlohe            |
| 050  | Leonhard von Laiming                                | 1423 | 1451    | * 1381 in Rosenheim, 1414 zum Priester geweiht, im Juli 1423 zum Bischof von Passau ernannt, konsekriert April 1424, † 24. Juni 1451. |             |                                      |
| 051  | Ulrich von Nußdorf                                  | 1451 | 1479    | 1440 zum Priester geweiht, am 10. Juli 1451 zum Bischof von Passau ernannt, konsekr. am 4. November 1454, † 2. September 1479. |             |                                      |
| 052  | Georg Hessler                                       | 1480 | 1482    | * 1427 in Bamberg, am 10. April 1477 zum Kardinal kreiert, am 28. Januar 1480 zum Bischof von Passau ernannt, † 21. September 1482 |             |                                      |
| 053  | Friedrich Mauerkircher                              | 1482 | 1485    | am 30. Oktober 1482 zum Bischof von Passau ernannt, † 22. November 1485. |             |                                      |
| 054  | Friedrich von Öttingen                              | 1485 | 1490    | * um 1459, am 2. Dezember 1485 zum Bischof von Passau ernannt, konsekr. 15. Februar 1486, † 3. März 1490. |             |                                      |
| 055  | Christoph von Schachner                             | 1490 | 1500    | * 1447 in Ried, 1471 zum Priester geweiht, am 11. März 1490 zum Bischof von Passau ernannt, konsekr. 26. Juni 1490, † 4. Januar 1590. |             |                                      |
| 056  | Wiguleus Fröschl von Marzoll                        | 1500 | 1517    | * 4. April 1445 in Waldberg, am 14. Januar 1500 zum Bischof von Passau ernannt, konsekr. am 29. April 1500, † 6. November 1517. |             |                                      |
| 057  | Ernst von Bayern                                    | 1517 | 1540    | Administrator, seit 1514 Kaodjutor, ab 1540 Erzbischof von Salzburg, resign. 1554, † 1560 |             |                                      |
| 058  | Wolfgang von Salm                                   | 1541 | 1555    | * 1514, am 11. November 1540 zum Bischof von Passau ernannt, konsekr. am 18. Februar 1541, † 5. Dezember 1555. |             |                                      |
| 059  | Wolfgang von Closen                                 | 1555 | 1561    | * 1503 in Aidenbach auf Schloss Haidenberg, am 20. Dezember 1555 zum Bischof von Passau ernannt, konsekr. 12. Januar 1556, † 7. August 1561. |             |                                      |
| 060  | Urban von Trennbach                                 | 1561 | 1598    | * 10. Mai 1525 in St. Martin, am 18. August 1561 zum Bischof von Passau ernannt, konsekr. am 19. November 1561, † 9. August 1598. |             |                                      |
| 061  | Leopold V.                                          | 1598 | 1625    | * 9. Oktober 1586 in Graz, am 14. November 1597 zum Koadjutorbischof von Passau ernannt, 1598 Koadjutorbischof in Straßburg, am 25. Juli 1605 zum Bischof von Passau ernannt, am 24. November 1607 auch Bischof von Straßburg, em. am 19. April 1626, † 13. September 1632. |             |                                      |
| 062  | Leopold Wilhelm von Österreich                      | 1625 | 1662    | * 6. Januar 1614 in Wiener Neustadt, am 8. November zum Bischof von Passau ernannt, konsekr. 1. Februar 1626, am 10. Oktober 1616 auch Bischof von Straßburg, am 24. Dezember 1627 auch Bischof von Halberstadt, am 16. November 1638 auch Bischof von Olmütz, am 21. Januar 1656 auch Bischof von Breslau, † 2. November 1662. |             |                                      |
| 063  | Karl Joseph von Österreich                          | 1662 | 1664    | * 7. August 1649 in Wien, am 13. April 1662 zum Koadjutorbischof von Passau ernannt, konsekr. 1. September 1662, am 20. November 1662 Bischof von Passau, am 23. April 1663 auch Bischof von Breslau und Olmütz, † 27. Januar 1664. |             |                                      |
| 064  | Wenzeslaus von Thun                                 | 1664 | 1673    | * 13. August 1629 in Tetschen, 1655 zum Priester geweiht, am 27. März 1664 zum Bischof von Passau ernannt, konsekr. 12. Januar 1665, am 10. August 1665 auch Bischof von Gurk, † 8. Januar 1673. |             |                                      |
| 065  | Sebastian von Pötting-Persing                       | 1673 | 1689    | * 1628 in Raipoltenbach (Niederösterreich), am 3. April 1665 zum Bischof von Lavant ernannt, am 11. März 1673 Bischof von Passau, konsekr. 25. September 1673, † 16. März 1689. |             | Wappen am Chor Wappen an Orgelempore |
| 066  | Johann Philipp Graf von Lamberg                     | 1689 | 1712    | * 25. Mai 1652 in Wien, am 24. Mai 1689 zum Bischof von Passau ernannt, konsekr. 11. Januar 1690, zum Kardinal kreiert am 21. Juni 1700, † 30. Oktober 1712. |             |                                      |
| 067  | Raymund Ferdinand Graf von Rabatta                  | 1713 | 1722    | * 4. Februar 1669 in Gorizia, am 5. Juni 1700 zum Priester geweiht, am 18. Januar 1713 zum Bischof von Passau ernannt, konsekr. am 18. September 1713, † 25. Oktober 1722. |             |                                      |
| 068  | Joseph Dominikus Graf von Lamberg                   | 1723 | 1761    | * 8. Juli 1680 in Steyr, am 21. September 1703 zum Priester geweiht, am 13. März 1712 zum Bischof von Seckau ernannt, am 2. Januar 1723 Bischof von Passau, konsekr. 15. März 1723, am 20. Dezember 1737 zum Kardinal kreiert, † 30. August 1761. |             |                                      |
| 069  | Joseph Maria Graf von Thun                          | 1761 | 1763    | * 24. Mai 1713 in Trient, am 7. Oktober 1741 zum Bischof von Gurk ernannt, am 19. November 1761 Bischof von Passau, konsekr. 29. März 1761, † 16. Juni 1763. |             |                                      |
| 070  | Leopold Ernst Graf von Firmian                      | 1763 | 1783    | * 22. September 1708 in Deutschmetz, am 25. September 1729 zum Priester geweiht, am 13. Februar 1739 zum Bischof von Seckau ernannt, am 29. Mai 1748 Koadjutorbischof von Trient, em. 20. Januar 1756, am 1. September 1763 Bischof von Passau, konsekr. 29. September 1763, am 14. Dezember 1772 zum Kardinal kreiert, † 13. Mai 1783. |             |                                      |
| 071  | Joseph Franz Anton Graf von Auersperg               | 1783 | 1795    | * 31. Januar 1734 in Wien, 1757 zum Priester geweiht, am 31. Januar 1763 zum Bischof von Lavant ernannt, em. am 4. Januar 1764, am 18. Oktober 1772 Bischof von Gurk, am 19. Mai 1783 Bischof von Passau, konsekr. 25. Juni 1784, zum Kardinal kreiert am 30. März 1789, † 21. August 1795. |             |                                      |
| 072  | Thomas Johann Kaspar Graf von Thun-Hohenstein       | 1795 | 1796    | * 16. Mai 1737 in Trient, am 21. Mai 1771 zum Priester geweiht, am 16. Dezember 1796 zum Titularbischof von Thyatira und Weihbischof in Passau ernannt, konsekr. 19. Januar 1777, am 4. November 1795 Bischof von Passau, † 7. Oktober 1796. |             | von Thun und Hohenstein              |
| 073  | Leopold Leonhard Reichsgraf von Thun und Hohenstein | 1796 | 1826    | * 17. April 1748 in Tetschen auf Schloss Tetschen, am 10. September 1771 zum Priester geweiht, am 13. Dezember 1796 zum Bischof von Passau ernannt, konsekr. 24. Juli 1797, † 22. Oktober 1826, letzter Passauer Fürstbischof. |             | von Thun und Hohenstein              |
| 074  | Karl Joseph Freiherr von Riccabona                  | 1826 | 1839    | * 28. Juli 1761 in Cavalese (Calves), am 20. Dezember 1783 in Regensburg zum Priester geweiht, am 25. Dezember 1826 zum Bischof von Passau ernannt, konsekr. 9. April 1827, † 25. Mai 1839. |             |                                      |
| 075  | Heinrich von Hofstätter                             | 1839 | 1875    | * 16. Februar 1805 in Aindling, am 5. August 1833 in Freising zum Priester geweiht, am 6. Juli 1839 zum Bischof von Passau ernannt, konsekr. 23. Dezember 1839, † 12. Mai 1875. |             |                                      |
| 076  | Josef Franz von Weckert                             | 1875 | 1889    | * 12. September 1822 in Wallerstein, am 2. April 1845 in Augsburg zum Priester geweiht, am 4. Oktober 1875 zum Bischof von Passau ernannt, konsekr. 28. Januar 1876, † 13. März 1889. |             |                                      |
| 077  | Antonius von Thoma                                  | 1889 | 1889    | * 1. März 1839 in Nymphenburg, am 29. Juni 1853 in Freising zum Priester geweiht, am 24. März 1889 zum Bischof von Passau ernannt, konsekr. 29. Mai 1889, am 23. Oktober 1889 Erzbischof von München und Freising, † 24. November 1897. |             |                                      |
| 078  | Michael von Rampf                                   | 1889 | 1901    | * 4. Oktober 1825 in München, am 17. Juni 1848 in Freising zum Priester geweiht, am 8. Dezember 1889 zum Bischof von Passau ernannt, konsekr. 30. Dezember 1889, † 29. März 1901. |             |                                      |
| 079  | Anton von Henle                                     | 1901 | 1906    | * 22. Mai 1851 in Weißenhorn, am 23. November 1873 in Augsburg zum Priester geweiht, am 3. April 1901 zum Bischof von Passau ernannt, konsekr. 13. April 1901, am 18. Oktober 1906 Bischof von Regensburg, † 11. Oktober 1927. |             |                                      |
| 080  | Sigismund Felix Freiherr von Ow-Felldorf            | 1906 | 1936    | * 18. Oktober 1855 in Berchtesgaden, am 25. Juli 1884 in Regensburg zum Priester geweiht, am 11. Januar 1902 zum Weihbischof in Regensburg ernannt, konsekr. zum Titularbischof von Arethusa, am 18. Oktober 1906 zum Bischof von Passau ernannt, † 11. Mai 1936. |             |                                      |
| 081  | Simon Konrad Landersdorfer OSB                      | 1936 | 1968    | * 2. Oktober 1880 in Neutenkam, am 19. Dezember 1903 zum Priester geweiht, am 11. September 1936 zum Bischof von Passau ernannt, konsekr. 28. Oktober 1936, em. 27. Oktober 1968 und Titularbischof von Ulcinium, † 21. Juli 1971. |             |                                      |
| 082  | Antonius Hofmann                                    | 1968 | 1984    | * 4. Oktober 1909 in Rinchnach, am 13. April 1936 zum Priester geweiht, am 20. September 1961 zum Koadjutorbischof von Passau ernannt, Titularbischof von Berenice, am 27. Oktober 1968 Bischof von Passau, em. 15. Oktober 1984, † 11. März 2000. |             |                                      |
| 083  | Franz Xaver Eder                                    | 1984 | 2001    | * 4. November 1925 in Pfarrkirchen, am 29. Juni 1954 zum Priester geweiht, am 6. Mai 1977 zum Weihbischof in Passau ernannt, konsekr. 16. Juli 1977 zum Titularbischof von Villa Regis, am 26. Januar 1984 Koadjutorbischof und am 15. Oktober 1984 Bischof von Passau, em. 8. Januar 2001, † 20. Juni 2013. |             |                                      |
| 084  | Wilhelm Schraml                                     | 2001 | 2012    | * 26. Juni 1935 in Erbendorf, am 29. Juni 1961 in Regensburg zum Priester geweiht, am 7. Januar 1986 zum Weihbischof in Regensburg ernannt, konsekr. 6. März 1986, Titularbischof von Munatiana, am 13. Dezember 2001 Bischof von Passau. Amtsverzicht zum 75. Geburtstag von Papst Benedikt XVI. am 25. März 2010 abgelehnt; Rücktritt am 1. Oktober 2012 angenommen, Apostolischer Administrator bis zum 2. September 2013, † 8. November 2021.                                                                                              |             |                                      |
| 085  | Stefan Oster                                        | 2014 |         | * 3. Juni 1965 in Amberg, Salesianer Don Boscos, Ewige Profess am 24. Juli 1999, am 24. Juni 2001 zum Priester geweiht, am 4. April 2014 zum Bischof von Passau ernannt, konsekr. 24. Mai 2014. |             |                                      |